# 3244 Petronius
3244 Petronius è un asteroide della fascia principale. Scoperto nel 1960, presenta un'orbita caratterizzata da un semiasse maggiore pari a 2,2436911 UA e da un'eccentricità di 0,1636218, inclinata di 3,67946° rispetto all'eclittica.